# 賴興巴赫河
50°3′47″N 9°10′44″E / 50.06306°N 9.17889°E

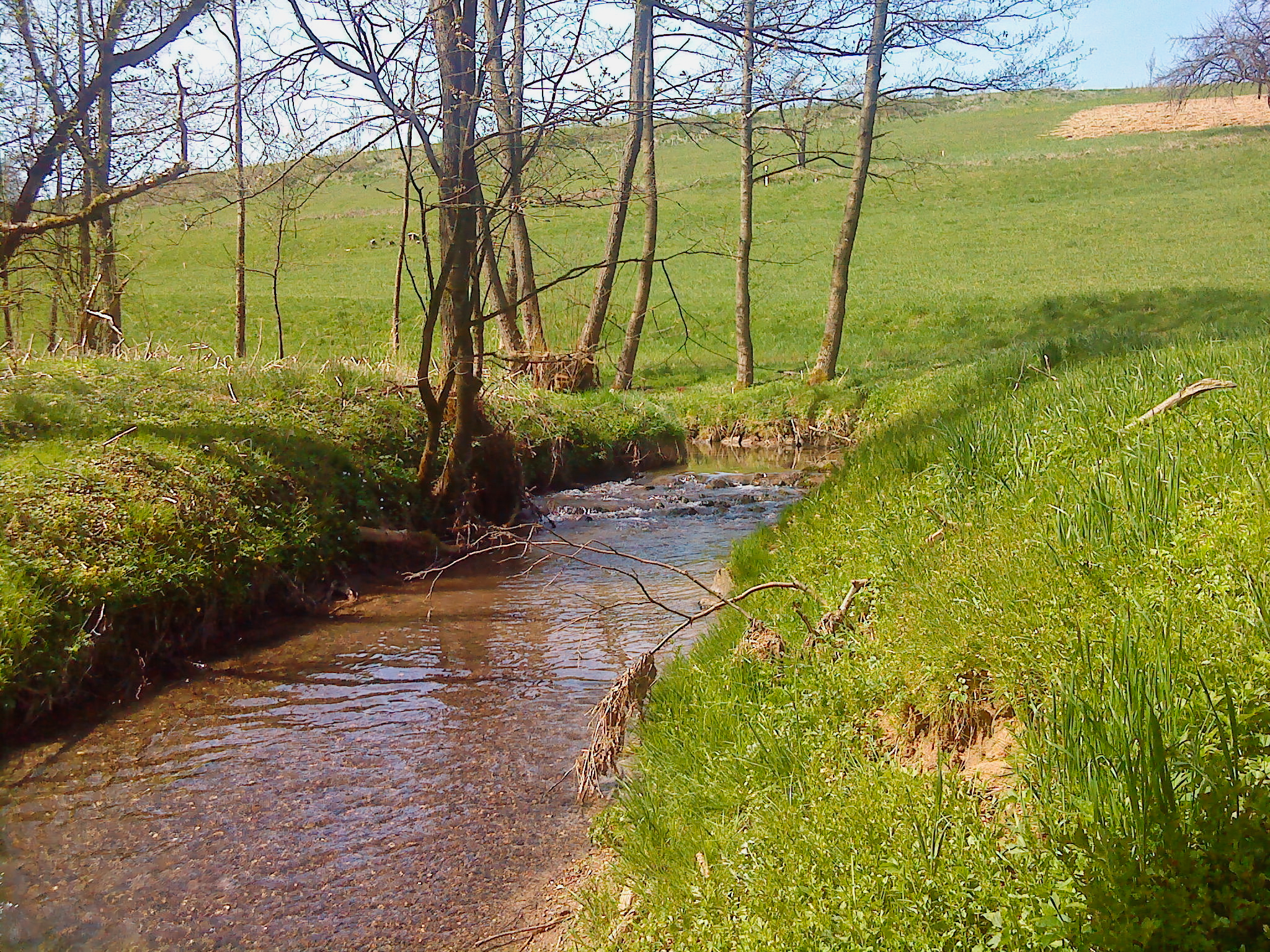

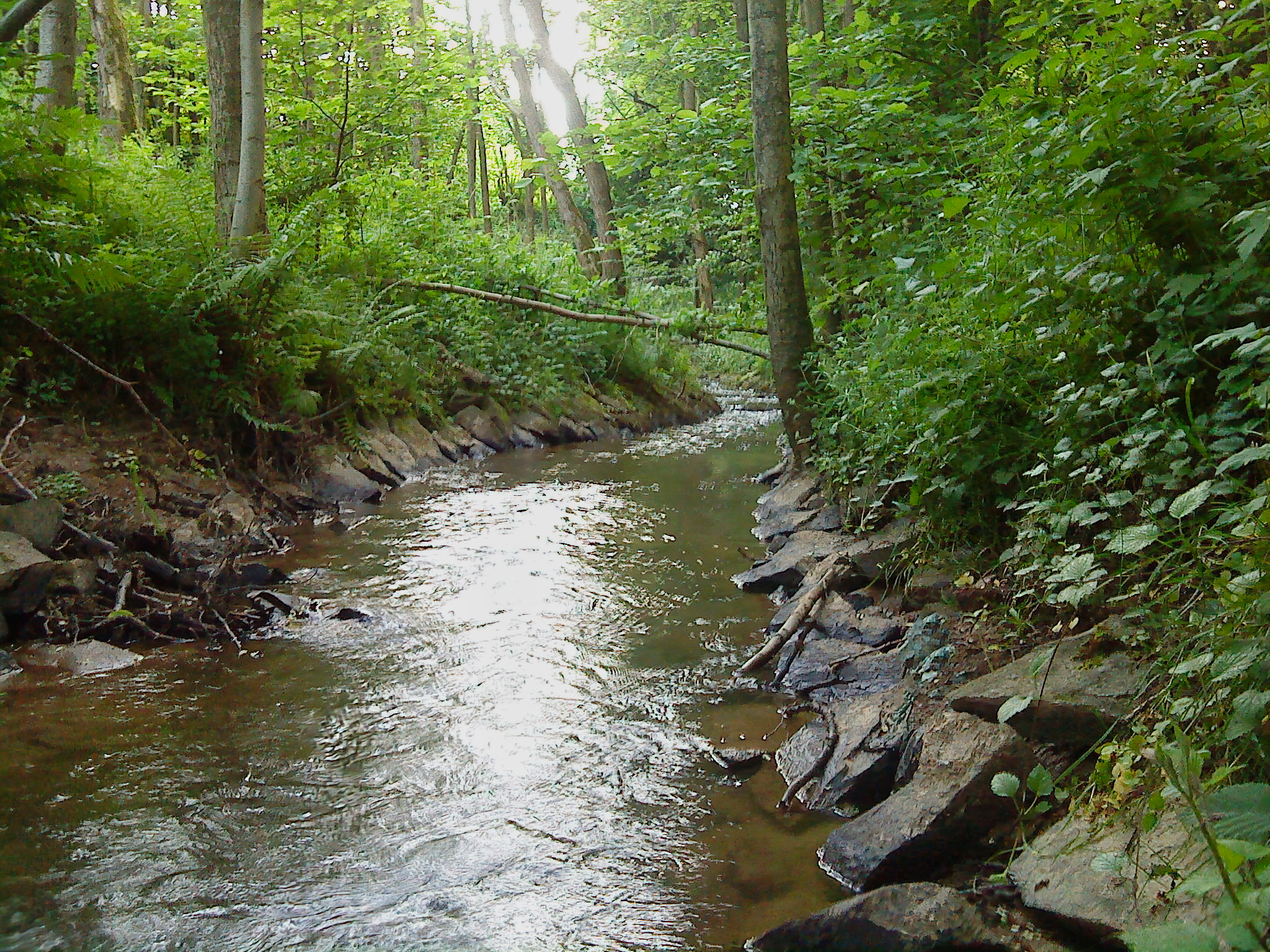

賴興巴赫河（德語：Reichenbach），是德國的河流，位於該國東南部，由巴伐利亞負責管轄，屬於卡爾河的左支流，河道全長4.5公里，流域面積15.7平方公里。